# 安纳斯尔清真寺
安纳斯尔清真寺（阿拉伯语：‎ Masjid an-Nasr 意为“胜利清真寺”）是一座清真寺，位于巴勒斯坦城市纳布卢斯老城的中心广场，为“纳布卢斯的象征”。 安纳斯尔清真寺拥有绿色的穹顶，祷告室位于二楼。

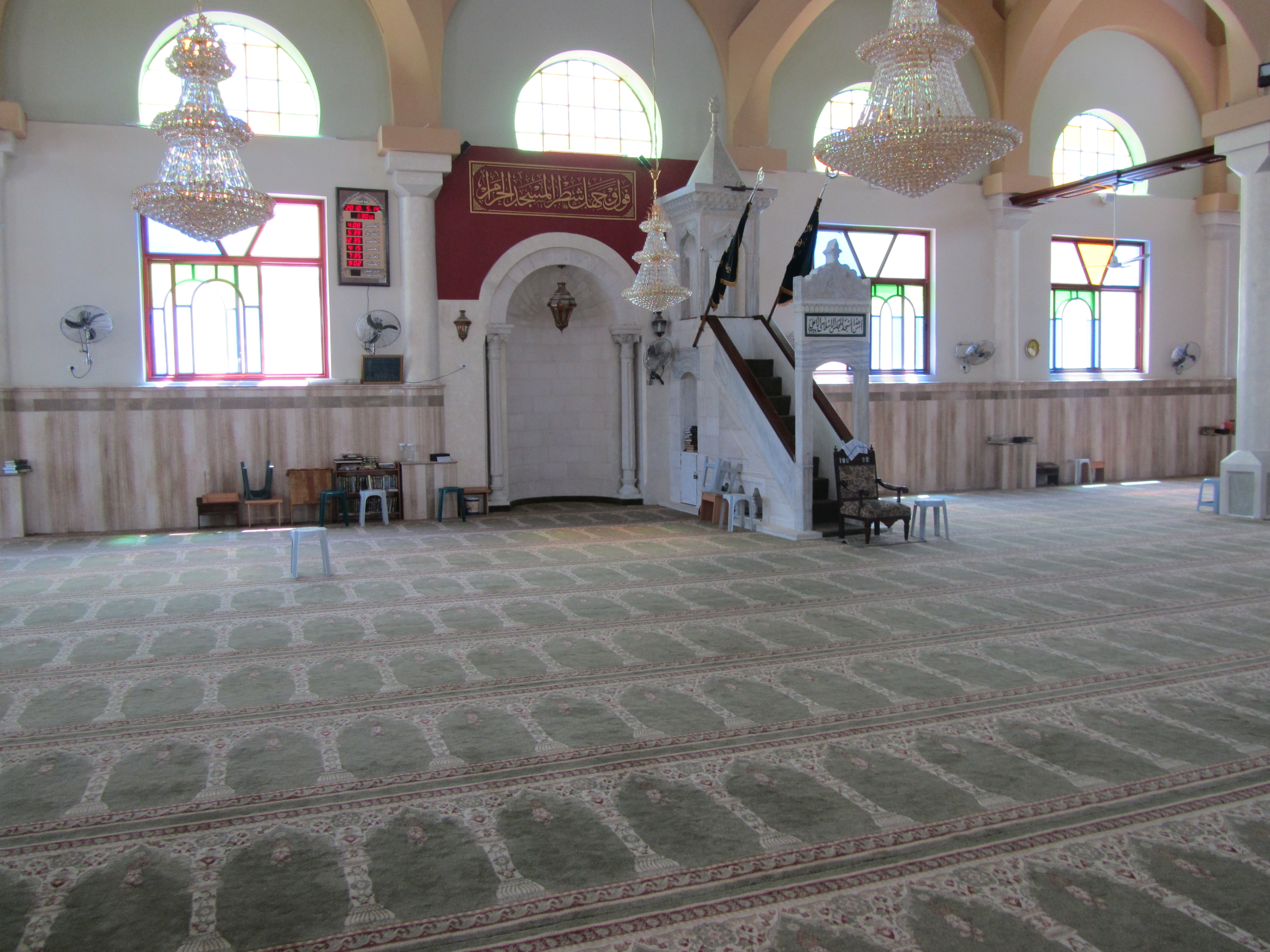
内景

## 历史
安纳斯尔清真寺原本是拜占庭帝国的一座教堂，后来在十字军统治巴勒斯坦时期，圣殿骑士团建了一个带红色穹顶的圆形小教堂。1187年十字军失去纳布卢斯给阿尤布王朝，到14世纪，纳布卢斯落入马穆鲁克之手。马穆鲁克将十字军教堂改为三个中殿的安纳斯尔清真寺。 奥斯曼帝国在清真寺旁建了一座政府建筑。安纳斯尔清真寺在1927年耶利哥地震中被毁。
目前的安纳斯尔清真寺建于1935年，与之前的设计完全不同。
根据伊斯兰传统，安纳斯尔清真寺是建在雅各看到他的儿子约瑟“血腥和破烂的外衣”的地方。
1998年2月，以色列士兵与巴勒斯坦信徒在安纳斯尔清真寺争吵，以色列士兵和巴勒斯坦人之间在纳布卢斯的暴力事件，导致一些巴勒斯坦人死亡。